# Pietro Palazzini
Pietro kardinál Plazzini (19. května 1912, Piobbico – 11. října 2000, Řím) byl italský katolický duchovní a morální teolog. Byl vysokým úředníkem Římské kurie a kardinálem (od 1973). Za druhé světové války pomáhal se záchranou Židů, za což v roce 1983 obdržel titul spravedlivý mezi národy.